# Haworthia maculata
Haworthia maculata är en grästrädsväxtart som först beskrevs av Karl von Poellnitz, och fick sitt nu gällande namn av Martin Bruce Bayer. Haworthia maculata ingår i släktet Haworthia och familjen grästrädsväxter.

## Underarter
Arten delas in i följande underarter:
- H. m. intermedia
- H. m. maculata